# Distrito de Punta de Bombón

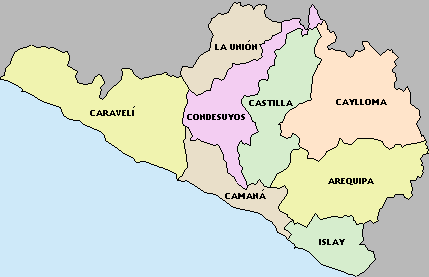
Provincias de Arequipa

El distrito de Punta de Bombón es uno de los seis que conforman la provincia de Islay, ubicada en el departamento de Arequipa, en el Sur del Perú. Limita por el norte con el Distrito de Deán Valdivia, al noreste con el Distrito de Cocachacra, al sur con el Departamento de Moquegua y por el oeste con el Océano Pacífico. Es popularmente conocido como Campiña ecoturística y Mar de ensueño.
Desde el punto de vista jerárquico de la Iglesia católica forma parte de la Arquidiócesis de Arequipa.

## Historia
El distrito fue creado mediante Ley del 3 de enero de 1879, expedida en el gobierno del Presidente de la República Mariano Ignacio Prado Ochoa.

### Época preincaica
No hay evidencia que los primeros pobladores de estos territorios hayan pertenecido a la cultura Nazca, sin embargo, estos espacios geográficos se encontraban dentro de los dominios de esta cultura. Así mismo, se han hallado indicios de actividades de preservación de cadáveres, en los fardos funerarios se han encontrado textiles en buen estado, empero, debido a que no se hallaron joyas en las tumbas es de suponer que los pobladores eran de condición económica baja.
En la época preincaica, recibió influencia de la cultura Kollawa o Puquina. Como eran de raza yunga, se dedicaron a la agricultura y al comercio. Su cerámica y arte textil guardan similitud con los de la cultura Nazca y Puquina, lo que hace suponer que en el valle de Tambo se recibió corrientes de dichas culturas. En los últimos desentierros practicados en las tumbas de Guardiola, se ha hallado cadáveres conservados, algunos con los rictus de la angustia del dolor o la asfixia, lo que hace presumir que eran inhumados vivos a título de alguna promesa o creencia. Dichos fardos funerarios muestran tejidos bien conservados, en que predomina el color pardo. Su cerámica se distingue por piezas de arcilla fina, con dibujos que representan plantas, frutos, animales, hombres, y dioses estilizados. Los habitantes de esta zona eran pobres, como lo evidencia la ausencia de joyas en las tumbas descubiertas.

### Época Incaica
En la época del incanato, los pobladores trasladaron a los Pumpus, originarios de la Meseta de Bombón (sierra central del Perú) como parte de su estrategia de colonalismo; es por tal razón que es posible decir que un gran número de los habitantes de estas tierras tiene ascendencia en los antiguos pobladores de la sierra central del Perú; específicamente los habitantes de la Meseta de Bombón (Junín); otra prueba de ello es la denominación del espacio geográfico como Punta de Bombón como reminisencia del origen (Meseta de Bombón).
Durante la dominación de Mayta Cápac, en cuya oportunidad fundara Arequipa en 1134, uno de sus generales, que había bajado por las pampas de Islay al mar y ocupó el valle de Tambo, quedó encantado de la belleza y de la fertilidad del suelo, fundó con permiso del Inca un tambo en el río Tampupalla o Iracuartampu —que así se llamaba el río por aquel entonces—, con el fin de abastecer a los ejércitos incásicos acantonados en Arequipa. Fundó los pueblos de “Cocachacra” (campo de coca), “Catas” (pequeña subida), “Pacocha”, “Chulli”, “Challas Cápac”, entre otros.
En esta época, siguiendo los principios de su política de conquista, trajeron los incas como “mitimaes” —colonias de familias leales al Imperio, que impusieron sus costumbres, lengua y religión— a los Chullis, que se establecieron en el puerto de Chulli, oriundos de Chuhuitoc y a los Pumpus, oriundos de la meseta de Bombón, Junín, que se establecieron en Punta de Bombón.
El río Tambo fue conocido en la época incaica con el nombre de Tampupalla (posada de la princesa) e Iracuartampu o Ari – Aucartampu o Auriauccatampu, que en lengua aimara significa «La posada del demonio», cuyo nombre le dieron los aimaras con motivo de la erupción del volcán Huaynaputina u Omate (febrero de 1599), en que arrojó mucha lava y ceniza, haciendo temblar la tierra. Con los escombros y lava del río fue represándose durante tres días, y como era época de avenidas, subió el agua hasta la cumbre de los cerros, desbaratándose la represa natural, y aquella enorme masa de agua arrasó todo el valle de Tambo e hizo retirarse el mar 5 kilómetros adentro, quedando tierra firme y cultivable. Este terrible aluvión arrasó los puertos de Chulli y Puerto Viejo.
Después de la conquista española, por ahorrar esfuerzo le quitaron el ”palla” y dejaron tan solo el nombre de Tampu, que luego se convirtió en Tambo, en el lenguaje español.

## Gentilicio
Se usa el gentilicio "punteño" y en menor medida, "bomboneño".

## Geografía
Ubicado en el extremo sudeste de la provincia de Islay. La capital se encuentra a 9 m s. n. m. y a 150 km de distancia, tres horas de viaje, de la ciudad de Arequipa pasando por la capital provincial, Mollendo.

## Economía
En la campiña se cultiva arroz, páprika, caña de azúcar, camote, maíz, zapallos, melón, sandías, ají amarillo, ají colorado, ají páprika, ajo, tomate,  entre otros productos. También tiene árboles frutales como el pacay, la granada, el higo negro y blanco, el plátano y otros. Utilizan el riego por gravedad, consumiendo gran cantidad de agua para los terrenos, lo cual origina que existan aún terrenos que no pueden ser cultivados por la falta de agua.
El río Tambo, desemboca a la altura de pueblo de Catas, formando un delta donde se pesca camarón. Los pobladores se dedicaban a la pesca hasta el año 2000, era muy rentable; Pero desde el año 2000 hacia adelante la pesca fue de manera indiscriminada a tal punto de que muchas especies desaparecieron.
En 2024, se han considerado negociaciones entre Estados Unidos y China para la construcción del puerto de Corío, según declaró el presidente de la Cámara de Comercio e Industria de Arequipa. Para ello, se reservaron 15 000 hectáreas para uso urbano cerca del futuro puerto.

## Autoridades

### Municipales
- 2019 - 2022[5]
  - Alcalde: Juan Ra
  - Regidores:

  1. Julio Ernesto Tejada Cornejo (Acción Popular)
  2. Jacqueline Mónica Calderón Paitán (Acción Popular)
  3. Rufino Gonzáles Huamán (Acción Popular)
  4. Chemo del Solar Ito Quispe (Acción Popular)
  5. Rodolfo Edmundo Tejada Zavalaga (Juntos por el Desarrollo de Arequipa)

Alcaldes anteriores
- José Ramos Carrera (2015-2018 )
- Héctor Abdul Concha Ascuña, (2011-2014) ** Ttito Mamani, Rosa Elena Nuñez Rodríguez.
- Guillermo Mamani Coaquira (2007-2010)
- Enrique Cornejo Ballón (2003-2006)
- Óscar Llosa Palacios (1999-2002)
- Senén Velásquez Zevallos (1996-1998)
- Senén Velásquez Zevallos (1993-1995)
- Jorge Rivera Torres (1990-1992)
- Fernando Herrera Guzmán (1987-1990)
- Jaime Meza Ponce (1984-1987)
- Jorge Rivera Torres (1981-1983)
- Enrique Cornejo Ballón Valdivia (1980)
- Lelia Ascuña Paredes (1975-1979)
- Salomón Misad Núñez (1969-1974)
- Emilio Torres Gallegos (1967-1968)
- Ángel Arteaga Palacios (1964-1966)
- Manuel Siles Torres (1963)
- Luis Arenas Rospigliosi (1962)
- Ismael Pacheco Salas (1961), (1967-1969)
- Daniel Vélez Aguirre (1956-1958)
- Salomón Torres Cáceres (1953-1954)
- Celso Paredes Medina ( 1950 )
- Enrique Llosa Rendón (1948
- Isaac Hurtado Carpio (1945-1946), (1959)
- Porfirio Pinto Oporto (1940 )
- Eleodoro Perea Escobedo (1924)
- José Miguel Cáceres Torres (1911),(1912-1913)
- Francisco de Olazábal R. (1909),(1914-1916),(1918)

## Festividades
- Señor de los Desamparados.
- Señor de la Caña
- Virgen de la Candelaria.
- San Isidro
- San Pedro.
- Virgen del Carmen.

## Turismo
La Punta se extiende hasta las orillas del mar y ofrece excelentes playas veraniegas, concretamente 23 km. de playas llanas y tranquilas. Las playas llevan los nombres de: Boca del Río, Catas, Bombón, La Punta, Quebrada Honda, Cardones, el Muelle, Las Cuevas, Rincón de Corío, Playuelas (chica y grande), Jesús, Iñane, Cocotea, Amoquinto, Hierba Buena, etc.
- Punta Bandurrias: cerro tutelar,  cuenta con una terraza de 200 m² donde se encuentra el Cristo Blanco de 9 metros de altura en homenaje al "Señor de los Desamparados".

- Iglesia parroquial bajo la advocación del Señor de los Desamparados.

## Medio ambiente
Las lagunas de Punta de Bombón, humedal situado al sur de la desembocadura del río Tambo, con una extensión superficial de ocupan 332.5 Ha.
Conforman el Santuario Nacional de Lagunas de Mejía.